# Khu du lịch Rừng Madagui
Khu du lịch rừng Madagui tọa lạc tại Km 152, Quốc lộ 20, tổ dân phố 1, thị trấn Madaguoil (Mađaguôi), huyện Đạ Huoai, tỉnh Lâm Đồng, cách Thành phố Hồ Chí Minh 152 km, cách Đà Lạt 148 km, Khu Du lịch Rừng Madagui với diện tích rộng khoảng 1.200 ha. Là điểm tham quan dã ngoại thích hợp cho các hoạt động tập thể, du lịch dã ngoại vừa là điểm dừng chân nghỉ ngơi cho du khách trong chặng đường từ Thành phố Hồ Chí Minh lên Đà Lạt.

## Miêu tả
Là khu du lịch dành cho nghỉ dưỡng, tổ chức các hoạt động vui chơi, cắm trại, dã ngoại và khám phá núi rừng hoang sơ. Các hạng mục chính của khu du lịch rừng Madagui:

### Các điểm hạng mục tham quan chính
- Hồ Thạch Lâm
- Hang Thiên Phúc Sơn Động gồm Song Tượng Triều Phục, Tam Đại, Tứ Linh, Ngũ Quả, Cửu Phúc.
- Công Viên Thần Núi.
- Cầu Treo bắc qua dòng sông Đạ Huoai
- Rừng Mưa Nhiệt Đới
- Vườn Tre Sưu Tập
- Vườn sưu tập các loại cây ăn trái nhiệt đới
- Nông trại Madagui
- Hồ cá sấu
- Khu Vực Cắm Trại Tình Yêu
- Hồ Suối Voi
- Hang Thầy
- Hang Tử Thần
- Hang Dơi
- Nhà Tarzan

### Hệ thống Villa
Mang tên gọi của các loại trái cây như Banana (chuối), Papaya (đu đủ), Guava (ổi), Carambola (khế), Sapodilla (hồng xiêm), Casava (củ sắn), Cherimoya (sơ-ri), Mango (xoài), Avocado (bơ), Pomelo (bưởi), Cainito (vú sữa) đạt tiêu chuẩn 3 sao. Những dịch vụ hỗ trợ đạt tiêu chuẩn quốc tế như hồ bơi, sân tennis, billiard... mà trong đó phải kể đến công trình hồ bơi 3 tầng với diện tích mặt nước hơn 2.000m².

### Nhà hàng
Bà Nguyễn Hữu Anh Chi - Giám đốc Khu Du lịch rừng Madagui - Công ty Cổ phần Du lịch Sài Gòn - Madagui nói trong việc biến Madagui từ trạm dừng chân thành khu du lịch rừng Madagui.
Nhà hàng Trà My Vàng (Camellia Flava) với thiết kế kiểu mẫu nhà rông Tây Nguyên có sức chứa 350 khách phục vụ ăn uống, phục vụ phòng họp, hội nghị.
Nhà hàng Đồi Mai với thiết kế hiện đại và sang trọng, chuyên phục vụ thực đơn À la Carte, buffet và những bữa ăn theo yêu cầu đặc biệt, sức chứa 200 khách.

### Trạm dừng Muông Xanh
Là trạm dừng chân lý tưởng dành cho những đoàn khách du lịch Đà Lat, sức chứa 1.200 khách.

### Ẩm thực Madagui
- Heo Sinh Thái Nướng Than Hoa,
- Ếch Rừng Nướng Sả Ớt,
- Cá Lăng Nấu Măng Chua
- Cá trèn chiên giòn - Xoài xanh

### Trò chơi

#### Hoạt động ban ngày
- Bắn súng sơn, bắn súng cự ly
- Trượt cỏ
- Bóng lăn
- Zipline
- Leo núi
- Đường đi bộ trên không
- Bóng đá, Bóng chuyền, Cầu lông, Tennis
- Bơi lội với hồ bơi 3 tầng đặc sắc
- Câu cá sấu, câu cá nước ngọt
- Banh đụng
- Xe đạp địa hình
- Cưỡi ngựa

#### Hoạt động về đêm
- Trải nghiệm cuộc sống rừng về đêm
- Sinh hoạt lửa trại
- Tổ chức tiệc nướng
- Giao lưu văn hóa Cồng chiêng
- Rạp chiếu phim ngoài trời

#### Hoạt động thể thao dưới nước
- Phao chuối
- Thuyền phao
- Kayak
- Jet ski
- Du thuyền
- Đạp vịt, đạp thiên nga
- Xe đạp nước
- Pedalo (Ô tô đạp nước)
- Hệ thống trò chơi liên hoàn trên nước